# Shehnaaz Gill
Shehnaaz Gill, née Shehnaaz Kaur Gill le 27 janvier 1994, est une actrice et chanteuse indienne, connue pour ses prestations dans le clip Shiv Di Kitaab et dans le film pendjabi Sat Shri Akaal England, ainsi que pour sa participation à l'émission de téléréalité Bigg Boss.

## Biographie
Shehnaaz Gill nait le 27 janvier 1994,,, et grandit au Pendjab, en Inde. Sa famille est Sikh, d'origine Pendjabi.
Enfant, elle aime jouer, ainsi que chanter et rêve de devenir actrice. Elle étudie à la Dalhousie Hilltop School, puis obtient un diplôme universitaire à la Lovely Professional University de Phagwara, ainsi qu'un diplôme de commerce.

## Carrière
En 2015, Shehnaaz Gill commence sa carrière de comédienne avec un rôle de figurante dans le clip vidéo Shiv Di Kitaab,, puis deux autres, en 2016, dans Majhe Di Jatti et Pindaan Diyan Kudiyaan, et un autre clip, en 2018, avec Garry Sandhu, intitulé Yeah Baby,. Elle joue également dans plusieurs films pendjabi, tels que Sat Shri Akaal England, en 2017, Kala Shah Kala et Daaka, en 2019 .
En septembre 2019, Shehnaaz Gil participe à l'émission de téléréalité Bigg Boss 13,, après avoir déjà participé à la première édition de l'émission. À la fin de la saison, en février 2020, Shehnaaz Gill termine à la troisième place. Au même moment, elle joue dans l'émission Mujhse Shaadi Karoge, animée par Manish Paul, qui reste non achevée en raison de la pandémie de COVID-19.
Son premier single, titré Veham sort en 2019, suivi d'autres, dont Range, la même année, Sidewalk, en 2020 et Ronda Ali Peti[réf. nécessaire]. Elle joue ensuite dans plusieurs de clips dont Bhula Dunga, Keh Gayi Sorry, Kurta Pajama, Waada Hai, Shona Shona, et Fly,.
En 2021, Shehnaaz Gill joue dans le film pendjabi Honsla Rakh, aux côtés de Diljit Dosanjh.

## Médias
En 2021, Shehnaaz Gill fait la couverture numérique de Filmfare et est récompensée en tant que « Promising Fresh Face » aux ET Inspiring Women Awards,.

## Vie privée
Le 2 septembre 2021, son compagnon présumé, Sidharth Shukla, rencontré sur le plateau de Bigg Boss, décède d'une crise cardiaque, à l'âge de quarante ans. Le 29 octobre, après s'être retirée des réseaux sociaux durant deux mois, Shehnaaz Gill lui rend hommage avec le clip vidéo Tu Yaheen Hai.

## Filmographie

### Longs métrages
- 2017 : Sam Shri Akaal England : Sonia Khanna
- 2019 : Kala Shah Kala : Taaro
- 2019 : Daaka : Pushpa
- 2021 : Honsla Rakh : Sweety

### Téléréalité
- 2019 : Bigg Boss 13 (2e dauphine)
- 2019 : Mujhse Shaadi Karoge

#### Invitée vedette
- 2021 : Bigg Boss 14
- 2021 : Bigg Boss OTT
- 2021 : Dance Deewane 3

### Clips vidéo

#### 2015
- Shiv Di Kitaab, avec Gurvinder Brar
- Selfie, avec Honey Sarkar
- BDS Kardi, avec Vattan Sandhu
- Maar Kar Gayi , avec Jaslove

#### 2016
- Majhe Di Jatti, avec Kanwar Chahal
- Pindaan Diyaan Kudiyaan, avec Gejja Bhullar
- Kafila, avec Sahib Kaler
- Je Haan Ni Karni, avec Saaheb Inder
- Har Gal, avec Sikander Malhi
- Yaaran Di Vote, avec Deep Sidhu
- Velliyan Da Laana, avec Gurjazz
- Laal Maruti, avec Harjot
- Putt Sardaran De, avec Aman Dhillon
- Rishte Te Rishta, avec Manpreet Waris
- Flight, avec Davvy Dhanoa
- 3 Goliyan, avec Nick Sandhu Chandigarh Police, avec Pretty Bhullar
- 7 Din, avec Amardeep
- Goli, avec Vattan Sandhu
- Shartaan, avec Deep Bhang
- Murga, avec Aman Sandhu

#### 2017
- Yaari, avec Guri
- Pyar, avec Karan Sehmbi
- Lakh Laanhta, avec Ravneet Singh
- Shokeen, avec Rajvir Jawanda
- Chann, avec Akhilesh Nagar
- Satrangi Titli, avec Jass Bajwa
- Viah Da Chaa, avec Sukhman Heer
- Mangni 2 (Malwe Da Jatt), avec Joban Sandhu
- Pyar Dholna, avec Lovie Virk
- Vehla, avec John Barara
- Jatt Jaan Vaarda, avec Armaan Bedil
- Mere Sanam, avec Dr. Pardeep Bhardwaj
- Aakhian Parminder, avec Singh and Joban Wahla
- Makeupv Akshay
- Ishq, avec Isher Bachhal
- Aa Sajna, avec Vaneet Khan
- Shehzaadi The Queen, avec Lakha Sidhu
- Gamle, avec Harry Singh
- Gusse Ho Ke Nahiyo Sarna, avec Jazz Sandhu
- Main Nahi Mandi, avec Bai Amarjit
- Laggi Yaari, avec Vin Brar
- Eh Gall Pichle Sunday Di, avec Sukhshinder Shinda
- Cat Eyes, avec Honey Sidhu
- Jatti Vs Janjh, avec Gurmeet Singh
- Hawai Adda, avec Tej Bhangu
- PU Boliyan, avec Challa
- Sharabi Pind, avec Binnie Toor

#### 2018
- Yeah Baby, avec Garry Sandhu
- Matching, avec Gupz Sehra
- Jatti Hadd Sekhdi, avec Surjit Aulakh
- Saada Challa, avec Raja Game Changerz
- Facebook Wali, avec Avtar Deepak and Gurlez Akhtar
- Gunday Ik Vaar Fer, avec Dilpreet Dhillon and Baani Sandhu
- Different Gabru, avec Preet Jassal
- Laadli, avecNarayan
- Peg Marda, avec Turban Beats
- Meditation, avec Manaa Mandd
- Pain, avec Parm Malhi
- Photo Kapiyan, avec Parteek Maan
- Kaim, avec Preet Ryaz
- Pranda, avec Hearbeat
- Revolver, avec Tejbir
- Gaut, avec Sifat
- White Gold, avec Elly Mangat
- Saath Jatt Da, avec Himmat Sandhu
- Peg Paun Wele, avec Simar Gill|
- Change, avec Gurneet Dosanjh
- Pagg Di Pooni, avec Hardeep Grewal
- Laggi Hove Ghutt, avec Upkar Sandhu
- Shoppang, avec Inder Dosanjh
- Silent Game, avec Teji Grewal
- Ankhi Bande, avec Katani Mangat and Pretty Bhullar
- Jahaaj, avec Garry Bagri
- Newspaper, avec Jagmeet Bhullar
- Poh Da Mahina, avec Jindu Bhullar
- Jatt Dhoorh Patt, avec Meenu Singh
- Khali Botlaan, avec Deep Sidhu
- Gulaam Bhabhi Da, avec Deep Sidhu
- Saadh Jatt, avec Satkar Sandhu
- Yaariyan, avec Jonty
- Pachtayenga Dhola, avec Penny
- Sketch, avec Khush Baaz Ft. Inder Pandori
- Dream, avec Kabal
- Ki Chahida, avec Jairit Beniwal
- Giftaan, avec Deep Karan
- Chadra, avec Guru Bhullar
- Yess Mam, avec Suffi Rathour
- Kalli Ho Gayi (Alone), avec Harvy Sandhu
- Sangdi, avec Inder Chahal

#### 2019
- Koi Gall Ni (Album-Jazbaati), avec Nachattar Gill
- California, avec Nishawn Bhullar
- Khauff, avec Jigar
- Old School Jatti, avec Navjeet
- Mind Na Kari, avec Robbey Singh
- Jawayi, avec Gurlez Akhtar
- Sohneya, avec Guri
- Chann Ve, avec Garry Dhanju
- Jatt Nature, avec Gursanj
- Mainu Tere Jehi, avec V Raj
- Langotiye Yaar, avec Dilraj Dhillon
- Dollar Da Jugaad, avec Jass Pelia ft Gurlez Akhtar|
- Saheli, avec Kamal Khaira
- Head Tail, avec Gur Chahal
- Chad Khehrra, avec Jatinder Dhiman
- Gedi Route, avec Nawab
- Gucci Gacci, avec Dilraj Bhullar
- Welcome To Jattwaad, avec King Sidhu
- Too Much Late, avec Sunny Shawn
- TikTok, avec Ladi Singh
- Last Call, avec Amar Singh
- Kasam Khuda Di, avec R Guru, Tanishq Kaur and Kulbir Jhinjer
- Fiqran, avec Ricky Sandhu
- Vair, avec Raja Game Changerz
- Jaddi Sardar, avec Param D
- Jatt Circle, avec Dhammi Gill and Gurlez Akhtar
- Shera Samb Lai, avec Arjan Dhillon
- Galtian, avec Prabh Jass
- Brainwash, avec Angrej Ali and Gurlez Akhtar
- Viah, avec G Sandhu
- Mittran De Dil, avec Pav Gandhi
- Mangni, avec AJ Dharmani
- Chann Mahiya, avec Khush Chahal
- Audian, avec Jeet Sandh
- Manglik, avec Manvir Jhinjar
- Teriyan Akhan, avec Rahul Grover
- Love Affair, avec Ranjeet Sran and Gurlez Akthar

#### 2020
- Gulab, avec Maan Pandrali
- Gentleman, avec Robbey Singh
- Bhula Dunga, avec Darshan Raval
- Keh Gayi Sorry, avec Jassi Gill
- Kurta Pajama, avec Tony Kakkar
- Waada Hai, avec Arjun Kanungo
- Shona Shona, avec Tony Kakkar and Neha Kakkar

#### 2021
- Fly, avec Badshah and Amit Uchana
- Habit, avec Shreya Ghoshal and Arko

## Discographie

### 2019
- 2019 : Aunty Aunty
- 2019 : Veham
- 2019 : Booha Khol De
- 2019 : Range

### 2020
- 2020 : Sidewalk
- 2020 : Straight up Jatii

## 2021
- 2021 : Tu Yaheen Hai